# West Woodhay
West Woodhay är en ort och civil parish i Storbritannien.   Den ligger i kommunen West Berkshire i riksdelen England, i den södra delen av landet, 90 km väster om huvudstaden London. West Woodhay ligger 156 meter över havet och antalet invånare är 122.
Terrängen runt West Woodhay är platt. Runt West Woodhay är det ganska tätbefolkat, med 239 invånare per kvadratkilometer. Närmaste större samhälle är Andover, 17,4 km söder om West Woodhay. Omgivningarna runt West Woodhay är en mosaik av jordbruksmark och naturlig växtlighet.